# Coupe des nations de rink hockey 2005
Navigation
Coupe des nations 2003 Coupe des nations 2007
La 61e édition de la Coupe des nations de rink hockey 2005 se déroule du 25 mars au 28 mars 2015, à Montreux.
Cette édition est remportée par l'Espagne, qui remporte sa 16e coupe des nations, sa 4e consécutive.

## Participants
Cette édition comprend six sélections nationales, et deux équipes dont l'équipe organisatrice de Montreux HC.
- Allemagne
- Espagne
- États-Unis
- France
- Prato
- Montreux HC
- Portugal
- Suisse

## Déroulement
La compétition est divisée en deux phases.
La phase de qualification dure les deux premiers jours du tournoi. Durant cette phase, les 8 équipes sont réparties dans deux groupes. Dans chaque groupe, chaque équipe se rencontre une fois, afin d'établir un classement par groupe. Les deux premières équipes de chaque groupe sont qualifiés pour les demi-finales. Les deux équipes les moins bien placées s'affrontent dans un tournoi pour établir le classement final.
La phase finale s'étale sur les deux derniers jours. La première équipe de chaque groupe rencontre, lors d'une demi-finale, la seconde équipe de l'autre groupe. Les équipes vainqueurs de leur demi-finale s'affrontent en finale. Les équipes perdant la demi-finale jouent un match pour la troisième place. L'équipe classée troisième du groupe rencontre, lors d'un match de classement, le quatrième de l'autre groupe. Les équipes qui sortent vainqueurs de ce matchs de classement s'affrontent le dernier jour pour la 5e place ; les équipes perdants jouent un match pour la 7e place.

## Phase de qualification

### Groupe A
| Rang | Équipe      | Pts | J | G | N | P | Bp | Bc | Diff |  | Résultats | ESP | POR | ALL | MON  |
| ---- | ----------- | --- | - | - | - | - | -- | -- | ---- |  | --------- | --- | --- | --- | ---- |
| 1    | Espagne     | 6   | 3 | 3 | 0 | 0 | 19 | 2  | +17  |  | Espagne   |     | 3-0 | 3-1 | 13-1 |
| 2    | Portugal    | 4   | 3 | 2 | 0 | 1 | 15 | 5  | +10  |  | Portugal  |     |     | 4-0 | 11-2 |
| 3    | Allemagne   | 1   | 3 | 0 | 1 | 2 | 1  | 7  | -6   |  | Allemagne |     |     |     | 0-0  |
| 4    | Montreux HC | 1   | 3 | 0 | 1 | 2 | 3  | 24 | -21  |  | Montreux  |     |     |     |      |

### Groupe B
| Rang | Équipe     | Pts | J | G | N | P | Bp | Bc | Diff |  | Résultats  | PRA | SUI | FRA | USA |
| ---- | ---------- | --- | - | - | - | - | -- | -- | ---- |  | ---------- | --- | --- | --- | --- |
| 1    | Prato      | 6   | 3 | 3 | 1 | 0 | 14 | 4  | +10  |  | Prato      |     | 4-0 | 2-1 | 8-2 |
| 2    | Suisse     | 4   | 3 | 2 | 1 | 1 | 8  | 10 | -2   |  | Suisse     |     |     | 3-2 | 5-4 |
| 3    | France     | 2   | 3 | 1 | 0 | 2 | 8  | 5  | +3   |  | France     |     |     |     | 5-0 |
| 4    | États-Unis | 0   | 3 | 0 | 0 | 3 | 6  | 17 | -11  |  | États-Unis |     |     |     |     |

## Phase finale

### Tableau final
|  | Demi-finales | Demi-finales |                        |       | Finale | Finale |
|  | Demi-finales | Demi-finales |                        |       | Finale | Finale |
|  |              |              |                        |       |        |        |
|  |              |              |                        |       |        |        |
|  |              |              |                        |       |        |        |
|  | Espagne      | 2            |                        |       |        |        |
|  | Espagne      | 2            |                        |       |        |        |
|  | Suisse       | 0            |                        |       |        |        |
|  | Suisse       | 0            | Espagne                | 0 (2) |        |        |
|  |              |              | Espagne                | 0 (2) |        |        |
|  |              | Portugal     | 0 (1)                  |       |        |        |
|  | Prato        | Portugal     | 0 (1)                  | 2     |        |        |
|  | Prato        |              |                        | 2     |        |        |
|  | Portugal     | 3            |                        |       |        |        |
|  | Portugal     | 3            | Match pour la 3e place |       |        |        |
|  |              |              |                        |       |        |        |
|  |              |              |                        |       |        |        |
|  |              |              |                        |       |        |        |
|  | Suisse       | 1 (1)        |                        |       |        |        |
|  | Suisse       | 1 (1)        |                        |       |        |        |
|  | Prato        | 1 (3)        |                        |       |        |        |
|  | Prato        | 1 (3)        |                        |       |        |        |

### Tableau de classement
|  | Match de classement | Match de classement |                        |   | Match pour la 5e place | Match pour la 5e place |
|  | Match de classement | Match de classement |                        |   | Match pour la 5e place | Match pour la 5e place |
|  |                     |                     |                        |   |                        |                        |
|  |                     |                     |                        |   |                        |                        |
|  |                     |                     |                        |   |                        |                        |
|  | Allemagne           | 4                   |                        |   |                        |                        |
|  | Allemagne           | 4                   |                        |   |                        |                        |
|  | États-Unis          | 1                   |                        |   |                        |                        |
|  | États-Unis          | 1                   | Allemagne              | 3 |                        |                        |
|  |                     |                     | Allemagne              | 3 |                        |                        |
|  |                     | France              | 2                      |   |                        |                        |
|  | France              | France              | 2                      | 3 |                        |                        |
|  | France              |                     |                        | 3 |                        |                        |
|  | Montreux HC         | 1                   |                        |   |                        |                        |
|  | Montreux HC         | 1                   | Match pour la 7e place |   |                        |                        |
|  |                     |                     |                        |   |                        |                        |
|  |                     |                     |                        |   |                        |                        |
|  |                     |                     |                        |   |                        |                        |
|  | États-Unis          | 1                   |                        |   |                        |                        |
|  | États-Unis          | 1                   |                        |   |                        |                        |
|  | Montreux HC         | 4                   |                        |   |                        |                        |
|  | Montreux HC         | 4                   |                        |   |                        |                        |

## Classement final
| Pl. | Équipe      |
| --- | ----------- |
| 1   | Espagne     |
| 2   | Portugal    |
| 3   | Prato       |
| 4   | Suisse      |
| 5   | Allemagne   |
| 6   | France      |
| 7   | Montreux HC |
| 8   | États-Unis  |

### Sources
- (pt) Cet article est partiellement ou en totalité issu de l’article de Wikipédia en portugais intitulé « Torneio de Montreux de 2005 » (voir la liste des auteurs).